# Kullens fyr
Kullens fyr är en fyr i naturreservatet Kullaberg i Höganäs kommun i Skåne län. Den är Sveriges ljusstarkaste och högst belägna sjöfyr, 78,5 meter över havet (uppmätt 1992 och korrigerat, tidigare 88,5 m ö.h.). Fyrtornet är 15 meter högt och är byggt i gnejs. Fyren är en angöringsfyr, och markerar tillsammans med den danska Nakkehoved fyr, två km öster om Gilleleje på Själland, inseglingen till Öresund från Kattegatt. Fyrplatsen är en av Sveriges äldsta. Nuvarande fyrbyggnad är den sjätte i ordningen sedan 1561. Linsapparaten är vid sidan av Hoburg fyr och Vinga störst i Sverige. Fyrplatsen besöks årligen av 500 000 turister. Fyren kan besökas sommartid. Kullens fyr förklarades 2017 som statligt byggnadsminne. Platsen för den gamla fyren med dess byggnadsrester är sedan 2022 skyddad som fast fornlämning. I maj 2023 utkom en första komplett monografi om Kullens fyr, Kullens fyr, i sjöfartens tjänst sedan 1500-talet, redigerad av Henrik Ranby och Peter Appelros.

## Historik
Kullens fyr är den äldsta fyrplatsen i Sverige  Det "officiella" året för fyrens tillblivelse är 1561, och följaktligen firades fyrens 450-årsjubileum år 2011.

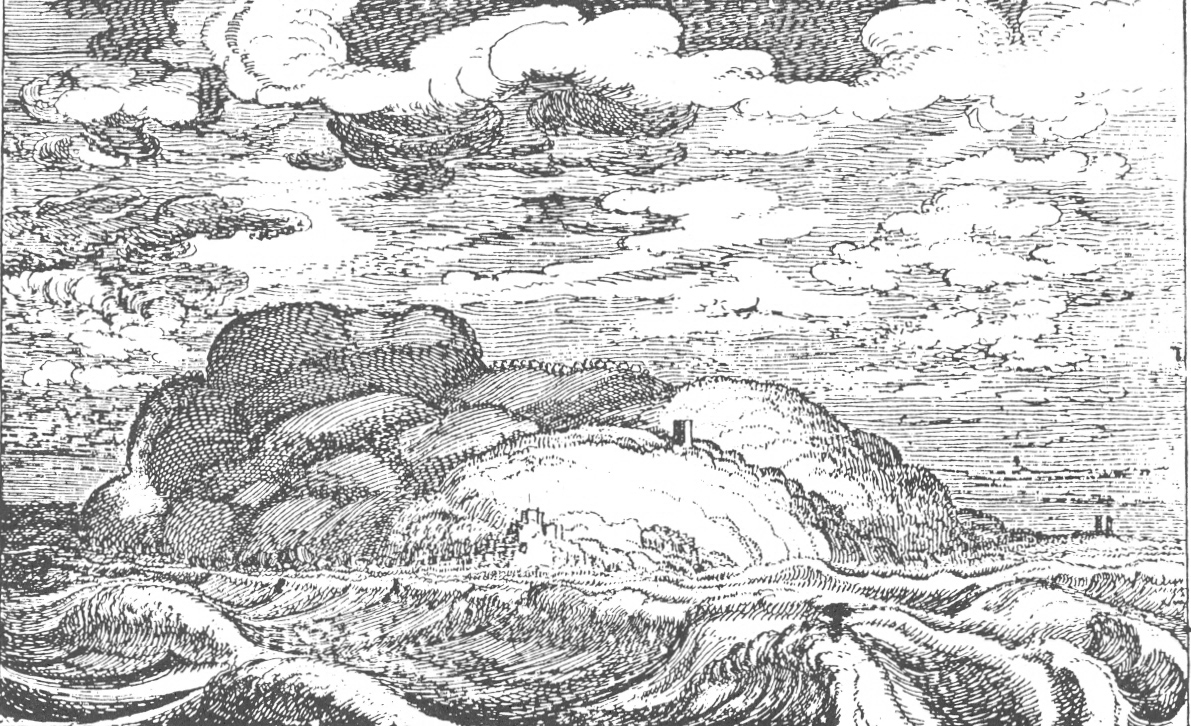
Spetsen av Kullen med Kullens fyr år 1615. Kopparstick i Anthonis Goeteeris Iornael, 1619. Det rör sig om den tredje fyren från 1585.

### Tre fyrar på 1500-talet
År 1560 gav kung Fredrik II av Danmark order om att fyrpander (danska för "järnbehållare för eld") skulle uppsättas på Skagen, Anholt och Kullen. Fyrarna skulle vara tända under dygnets mörka timmar, från den 1 mars fram till Mårtensdagen (den 11 november). Den första fyren på Kullen började därför lysa troligen den 1 mars 1561. Det var en så kallade papegojfyr, en upphissad järnkorg med vedeld inuti. Korgen hissades upp med en kätting till en höjd av 20 alnar (12 m) i en ställning av grovt ektimmer.
Redan två år senare, 1563, byggdes ett murat torn på platsen. Byggmästare var Pieter de Doncker. Fyren hade blytak och fönsterrutor. Ljuskällan utgjordes av tolv talgljus. Tullaren Jörgen Berger i Helsingör hade att ansvara för att fyren lyste från midfastan (den 12 mars) till Mårtensdagen (den 11 november). Ersättningen för skötseln av fyren var 200 mark per år, samt att fyrmästaren fritt disponerade över egendomen Kullagården, även kallad Lyktegården. Fyrens mest kände fyrmästare genom historien torde vara Tycho Brahe, som hade uppdraget från 1577 fram till 1597, då han råkat i onåd hos kungen. Brahe själv vistades dock sällan vid fyren. Till sin hjälp hade Brahe elva "lyktehemman" som låg i närområdet. Systemet med lyktehemman fortsatte fram till 1670.
Under Tycho Brahes tid som fyrmästare uppfördes den tredje fyren. Ansvarig arkitekt var Antonis van Opbergen, en av Kronborgs arkitekter. Den nya fyren stod klar 1585 och sades likna en "bondkyrka", med ett runt torn och en mindre sidobyggnad. Fyren hade en sluten lanternin överst. År 1624 byggdes fyren om för att kunna eldas med stenkol. Kolen måste brinna ute i det fria, och lanterninen togs därför bort. Fram till mitten av 1700-talet användes i de svenska stenkolsfyrarna huvudsakligen stenkol från Storbritannien. Denna kom att bli förknippad med orten Alloa, nära floden Forth i Skottland. Från ca 1747 användes även stenkol som bröts i Tinkarp vid Helsingborg, senare i Höganäs. De skeppades in vid Åkersberget eller via landvägen. 6–7 hektoliter kol gick det åt varje natt, vilket motsvarar 120 tunnor kol i månaden under den ljusa delen av året. Under den mörka årstiden var förbrukningen ungefär hälften.
I och med freden i Roskilde 1658 övergick Kullens fyr i svensk ägo. År 1672 fick grevinnan Maria Sofia De la Gardie privilegium för Kullens och Falsterbo fyrar. Under åren 1732-1747 hade kommissarie Busch i Göteborg entreprenad på fyren. Entreprenaden överläts till Skånska Stenkolsintressena.

### 1749: Heinrich Mosenkegels fyr
År 1749 revs den gamla fyren som länge varit i dåligt skick, och en ny fyr, den fjärde i ordningen, uppfördes. Byggmästare var Henrich Mosenkegel i Landskrona. Den nya fyren var byggd av gråsten, men fortfarande av typen öppen stenkolsfyr. Carl von Linné besökte fyren den 14 juli 1749 på sin skånska resa, och beskrev fyren enligt följande:
| ”                                     | Fyren eller Lyktan står på den västra höjden av Kullaudden att lysa om nätterna till de sjöfarandes tjänst. Denna uppmurades nu med fast mur till en hög rundel av 15 alnars höjd, att elden ovanpå måtte desto bättre och längre lysa, men inunder bevarades stenkolen till lyktan uti stenhuset. | „ |
| – Carl von Linné: Skånska resan, 1749 | |   |

Den nya fyrbyggnaden stod klar sommaren 1750. Liksom tidigare fortsatte dock klagomål över att fyren ibland inte lyste. År 1792 byggdes därför fyren om med en vindtunnelkonstruktion, efter en uppfinning av Anders Polheimer. Konstruktionen kallade han fyrugn, och uppfinningen publicerades i Kungliga Vetenskapsakademiens handlingar. Polheimer utnyttjade vindarna, som han via 7 tunnlar ledde upp till elden, som på så sätt kom att likna en ässja. Resultatet blev en starkare låga och stora besparingar av stenkol. Fyren beskrevs på följande sätt kring sekelskiftet 1800:
| ” | Alldraöfwerst på Fyrbåken är en jernrist, hwarest man antänder stenkolen, hwilka den ewiga winden wisst aldrig låter utslockna. I det wita tornet är byggt ett litet rum för waktkarlen, som der bor ensam med sin familj, under windarnes tjut och wågornes brusande, utan att åstunda träda i en närmare förbindelse med den öfriga jorden. Han lefwer af mjölken af några for, och har aldrig haft det infall, att ibland klipporne anlägga någon kåltäppa eller jordpärons plantering, som kunde skaffa honom och hans familj göromål och näring. | „ |
| – Karl Viktor von Bonstetten (schweizisk resenär): Resa öfwer Sundet till Kullen i Skåne, utgiven på svenska i Lund 1806 | |   |

År 1817 byggdes fyren om med lanternin efter en konstruktion av Poul Løvenørn. Det innebar att kolelden slöts inne i ett glashus. Elden blev på så vis bättre skyddad från vind och nederbörd. Dessutom fick fyren en jämnare låga, och gav ett stadigare ljus än de öppna stenkolsfyrarna. Bränsleåtgången blev också mindre. Som en parentes kan nämnas att 1817 uppfördes en vippfyr på Kullen som reservfyr under ombyggnadsarbetena.
År 1763 togs entreprenaden över av Peter Bagge i Göteborg, och under åren 1766–1786 hade rådmannen Sven Schale, likaledes från Göteborg, ansvar för driften. År 1826 togs driften över av Kronan.

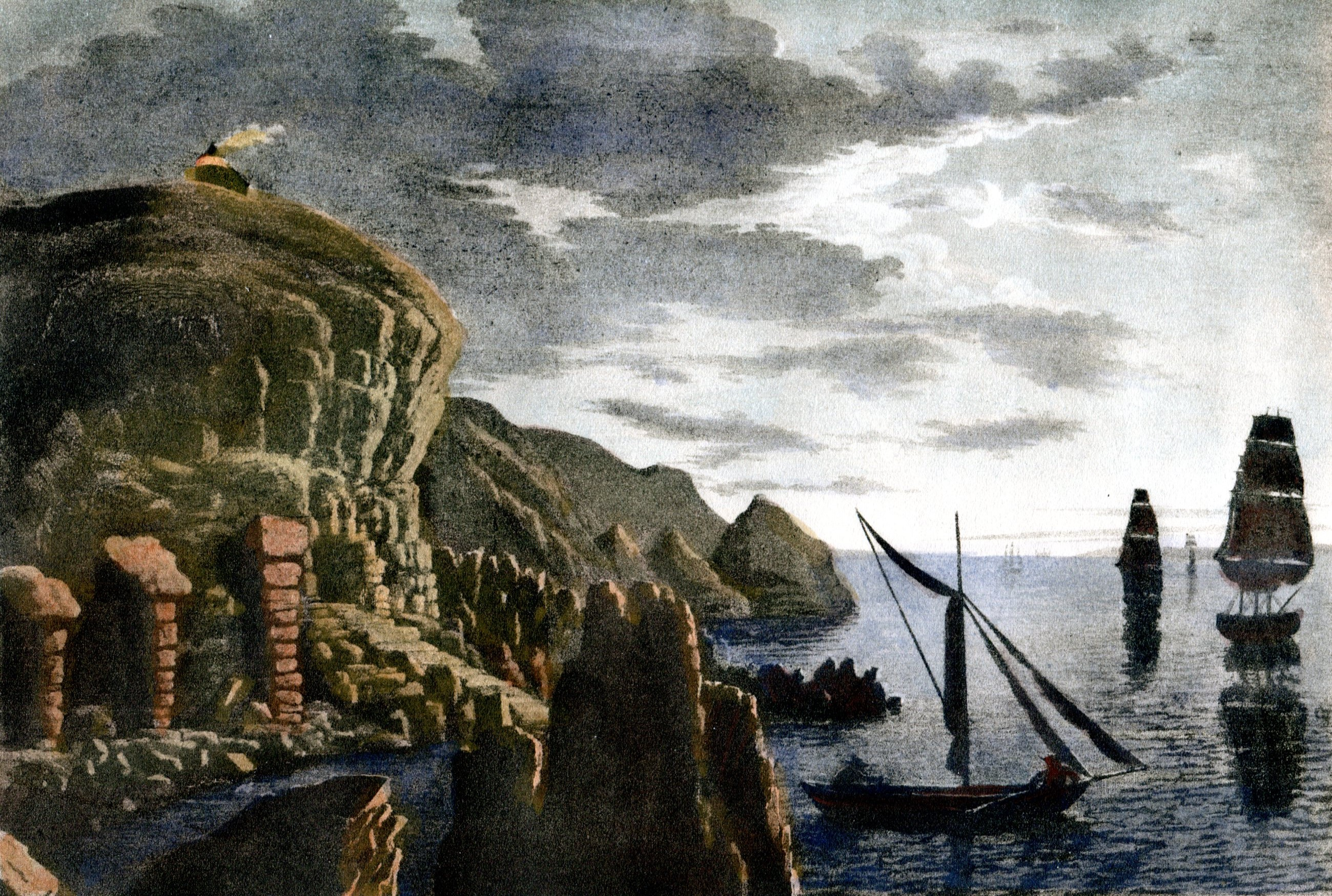
1817 års fyr med lanternin efter en konstruktion av Poul Løvenørn. Bild: Ulrik Thersner; Gravyr: Wilhelm Maximilian Carpelan.

### 1843: Omgående spegelfyr

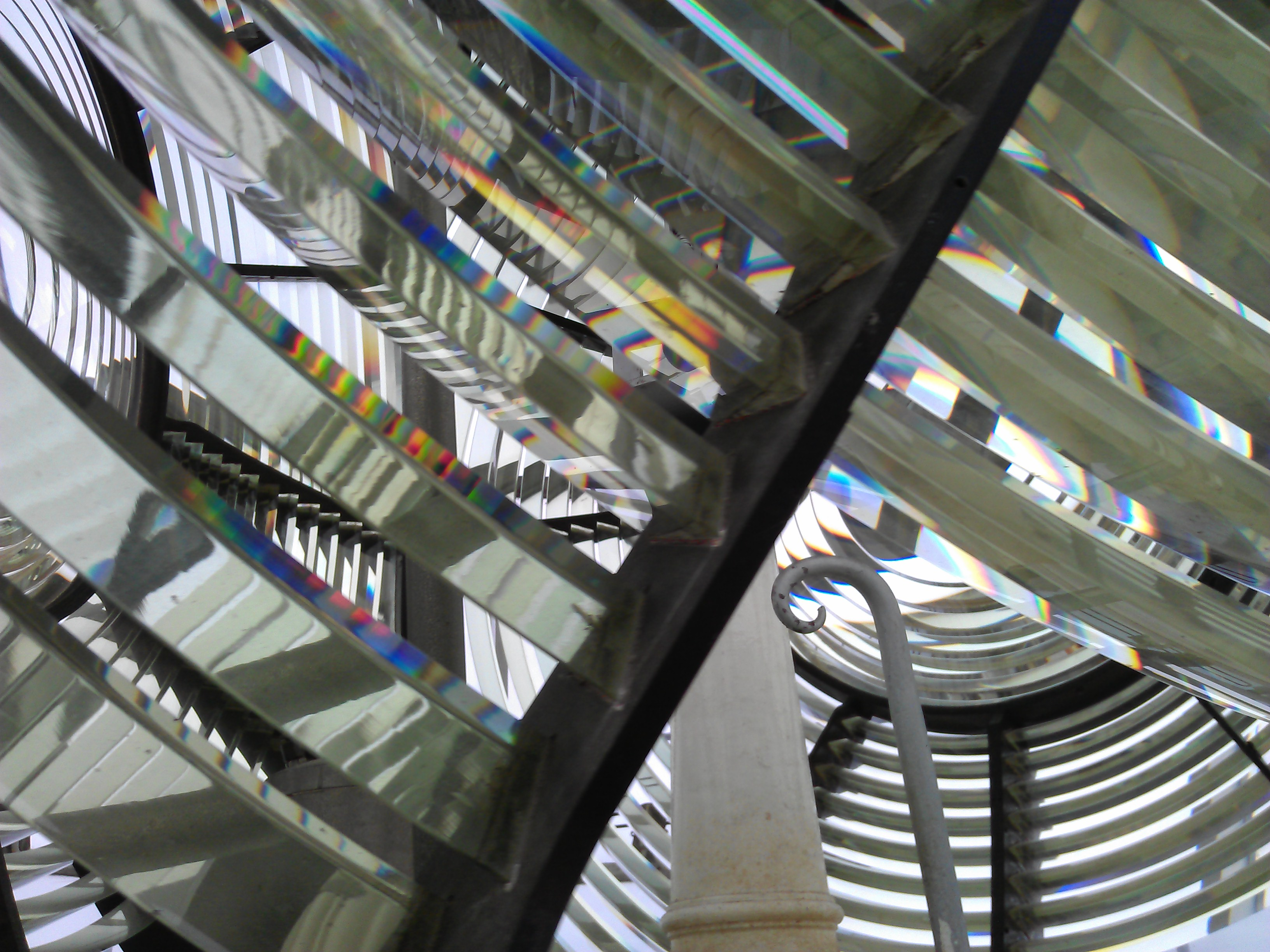
Linsens prismor

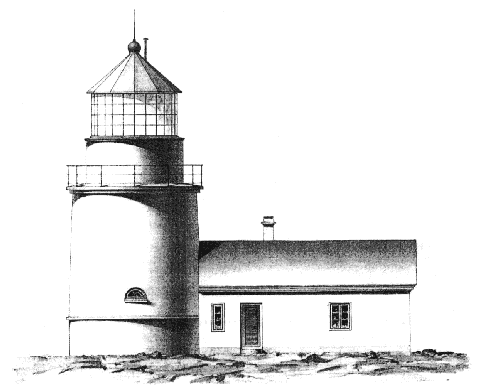
1843 års fyr

År 1843 revs större delen av fyren. Ett nytt torn av vitrappat tegel med ett vidhängade stenhus byggdes (se bild). Man slutade nu använda stenkol. Ljuskällan blev istället tolv rovoljelampor vilkas sken förstärktes av tolv paraboliska mässingsspeglar. Fyrapparaten roterade med hjälp av ett urverk som gick runt ett varv på åtta minuter, och under den tiden gav fyren ett blänk varannan minut.  Ljusstyrkan var 6 600 Hefnerljus. Konstruktionen kallas omgående spegelfyr. Mässingsspeglarna försilvrades år 1857, och rovoljelamporna byttes till 12 st envekiga fotogenlampor år 1882. År 1866 uppfördes ett nytt boningshus vid fyren, som ritades av Albert Theodor Gellerstedt.

### 1900: Nuvarande fyr
Det nuvarande fyrtornet, ritat av arkitekten Magnus Dahlander år 1898, har stått på plats sedan år 1900. Det är den sjätte fyrbyggnaden på platsen. Fyrtornet är byggt i gnejs från Ablahamn och Ransvik. Fyren byggdes av ett specialistlag av arbetare från Skepplanda som var kringresande fyrbyggare. Skepplandabyggarna var delaktiga i hela 30 fyrar. 
När man projekterade fyren var man mån om att använda den absolut senaste tekniken. Fresnel-linser som effektivt polariserade ljuskällan, och gav betydligt kraftfullare ljusstråle, hade blivit vanliga i Europa under 1800-talet. Man kan följa industrialismens utveckling genom att se var de nya linserna monterades.
I toppen roterar tre 1,84 meter (i diameter) 1:a ordningens katadioptriska planlinser med bullseye Fresnel-linser, tillverkade av Barbier & Bénard i Paris. Linshöjden är 2,58 m.  Priset var 60 000 kronor, motsvarande 13 000 000 kronor i 2015 års penningvärde. Kostnaden för linsen utgjorde två tredjedelar av vad hela den nya fyren kostade. Linsen består av 450 glasprismor som tillsammans utgör de tre linserna. Linsmontaget väger 6 ton och vilade under åren 1900-2016 i ett 50-liters bad med kvicksilver för att det skulle kunna rotera med minsta friktion. Totalvikten av kvicksilvret var ca 675 kg. Fyren tändes för första gången den 8 september år 1900.
I september 2016 ersattes kvicksilverbadet med två kullager längs den vertikala linsaxeln. Anledningen till ombyggnaden var att förebygga skador som skulle kunna ske på grund av kvicksilverläckage.

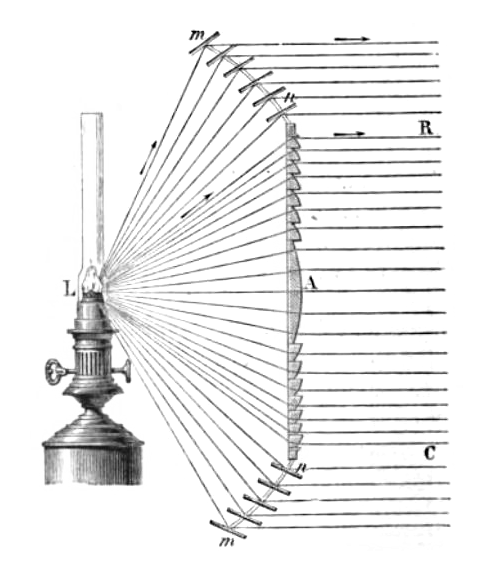
Fresnel polarisering

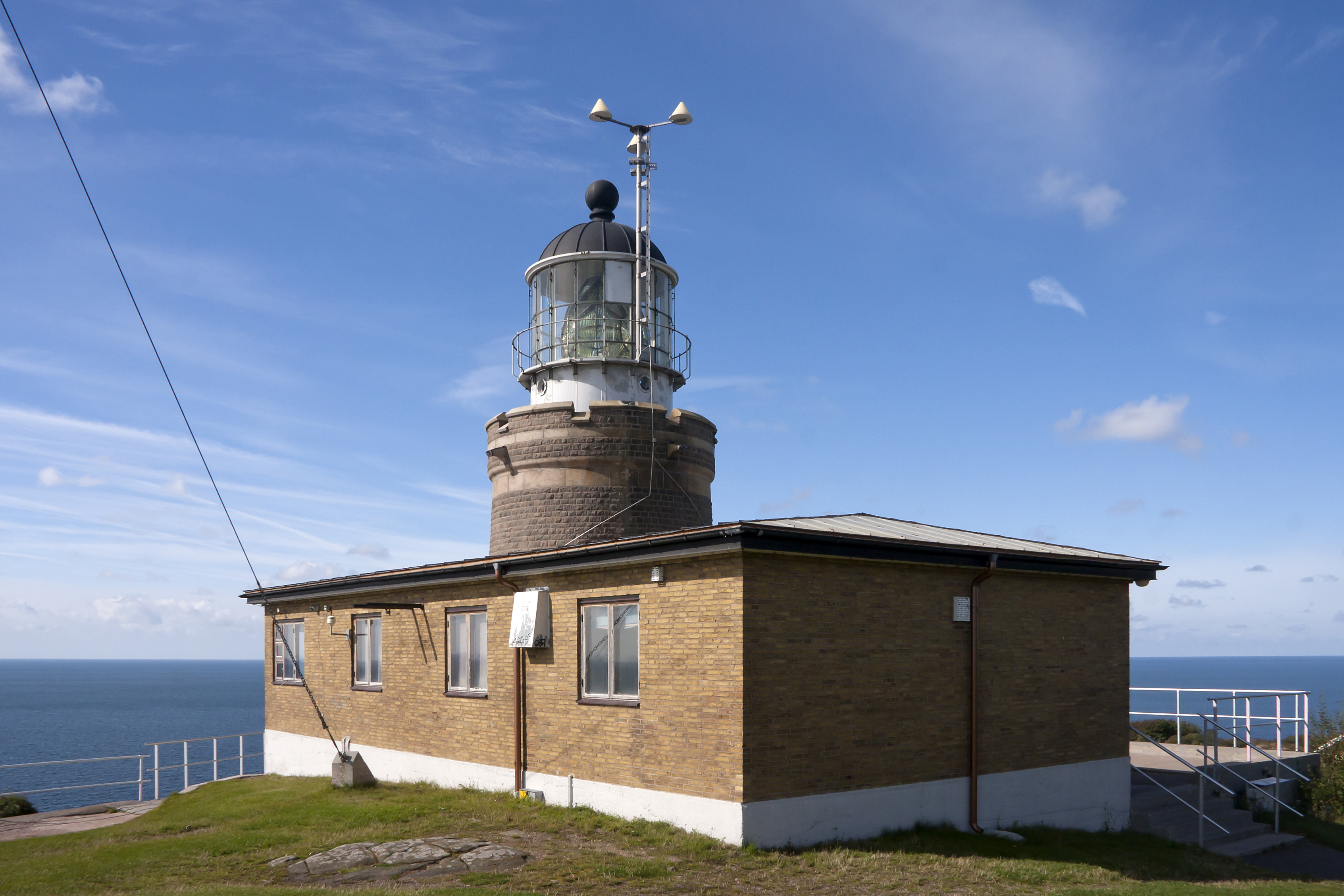
Kullens fyr med tillbyggnad för reservkraft

Från början var ljuskällan en 6-vekig fotogenlampa, som 1906 byttes till en luxlampa, d.v.s. en fotogenlampa med övertryck, med 3 glödnät om vardera 45 mm. Ljusstyrkan blev nu 500 000 Hefnerljus. Rotationen av linsen åstadkoms av ett loddrivet urverk, som måste dras upp manuellt var fjärde timme. 1937 elektrifierades fyren med hjälp av Bolinder W7 Råoljemotorer som laddade ackumulatorer på 504 Ah, det drev en lampa på 1000 watt. och blev då Skandinaviens ljusstarkaste fyr med 3,8 miljoner Hefnerljus, motsvarande 4,2 miljoner candela. 1946 anslöts fyren till det allmänna elnätet och ackumulatorerna togs bort. Man behöll en av råoljemotorerna som reservkraft. 1951 bytte man det 148 kg tunga lodverket till en elmotor. Ljusblänket har en räckvidd på 27,5 nautiska mil. Fyren kan via reflektion mot låga moln ses i Varberg, som ligger mer än 80 km bort. Fyren automatiserades år 1979 och sköts därefter av Sjöfartsverket i Norrköping. Ett samarbete inleddes med SMHI och man behöll personal för vädermätningar till 1997. Fyren avbemannades helt den 30 april 2001.
Fyren har genomgått flera större renoveringar. 2007 tätades ytskiktet samtidigt som putsen inomhus byttes. 2017 startade en lång renovering där fönster, tak och fogar reparerades enligt gammal teknik. 12 aug 2018 totalrenoverades lanterninen. Nya specialhärdade glas ersatte de tidigare av plexiglas. Under 2023 kommer fyrbyggnaden att genomgå ytterligare renoveringar, och ett fyrmuseum planeras i fyren från 2024.
Byggnaden framför fyren med fönster i halvcirkel är en kustbevakningsstation som härstammar från Andra världskrigets dagar och användes av Marinen för observation av sjöfarten i Öresund.

## Kullens Västra fyr
Kullens västra fyr byggdes 1898, renoverades 1923 och 1954. Den kallades förr Kullens nedre fyr och ligger nere vid vattnet. Från början hade den en envekig fotogenlampa som ljusskälla, men elektrifierades år 1937, först med en 100 W lampa/110 V, senare en 250 W lampa. Från början var den en växelfyr med vitt och rött sken var 10 sek, men är sedan 1923 en sektorfyr med intermittent sken och tre mörkeravbrott var 20:e sekund. Optiken var från början en 4:e ordningens (500 mm) dioptrisk trumlins, som ersattes med två 5:e ordningens (375 mm) dioptriska trumlinser uppe på varandra.
I augusti 1974 byttes den västra fyrbyggnaden ut till en underhållsfri plastfyr, tillverkad i Klippan. Den är 3,5 m hög och kostade 25 000 kr i inköp. Fyren flögs in nermonterad med helikopter.
Sedan år 2013 är ljuskällan en uppsättning lysdioder för marint bruk av fabrikat Sabik, modell LED-155. Lysvidden har därmed förkortats något från drygt 10 till 8 nautiska mil. Någon lins för att förstärka ljuset används inte längre.

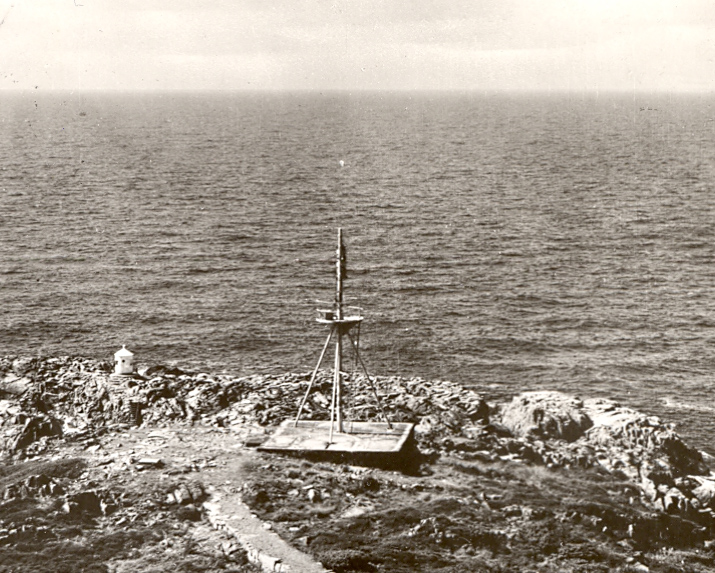
Mistluren vid Kullens fyr. Fyren Kullen Västra ses även.

## Mistsignalering
Vid fyren har det funnits olika ljudsignalsystem som använts vid dimma sedan 1884. Det första systemet var två signalkanoner, varav den ena var bakladdad och av Christian Engströms konstruktion, en s.k. Engströmskanon. Den andra kanonen var framladdad. År 1899 byggdes ett särskilt hus för dessa kanoner. Nästa steg i teknikutvecklingen var att knallsignaler började användas år 1900. År 1914-15 installerades mistlur i form av en s.k. mistsiren i ett nybyggt hus (se bild). När elektriciteten kom till fyren, år 1937, byttes mistsirenen ut mot en nautofon tillverkad av AGA (se bild nedan). Nautofonen togs ur bruk omkring år 1996. Av nautofonen återstår ett betongfundament som ligger nära Västra fyren.

## Radiofyr och GPS
Det har också funnits en radiofyr på Kullen. Den hade anropet K-U-L. Antennen används i dag för att sända ut korrektionssignaler för GPS-systemet, så kallad differentiell GPS (DGPS). På fyrens tak sitter tre konformade antenner som kommunicerar med satelliterna. Den höga karaktäristiska masten med ett klot i toppen blåste omkull den 28 oktober 2018. I januari 2019 ersattes den gamla masten med en modern DGPS-mast.

## Reservkraft
Den gula tegelbyggnaden invid fyren byggdes 1937 i samband med fyrens elektrifiering. Fyren fick då eget kraftverk. Från början var det två råoljemotorer på 50 Hk, Bolinder typ W7 med direktkopplade generatorer samt ett ackumulatorbatteri på 504 Ah. Motorerna kördes dagtid för att sedan använda batteirdrift på natten. 1963 ersattes de med två nya Bolindermotorer. De startade automatiskt inom 40 sekunder efter strömavbrott. Generatorerna drevs av två stycken dieselmotorer om vardera 56 hästkrafter från Bolinder-Munktell. Motorerna provkördes regelbundet varje vecka och hade vid sin pensionering haft en körtid på cirka 450 timmar.
I oktober 2015 pensionerades dieselreservkraften, eftersom fyrens strömförsörjning numera anses vara tillräckligt stabil. För att säkerställa att DGPS-anläggningen alltid fungerar, har 20 stycken seriekopplade 24 volts SAFT NIFE Sunica.plus Nickel-kadmiumackumulatorer batterier monterats i rummet. De laddas kontinuerligt av två redundanta laddare. DGPS-anläggningen drivs primärt av batterierna. Kapaciteten 555 amperetimmar och de kan driva DGPS-anläggningen i 24 timmar. 

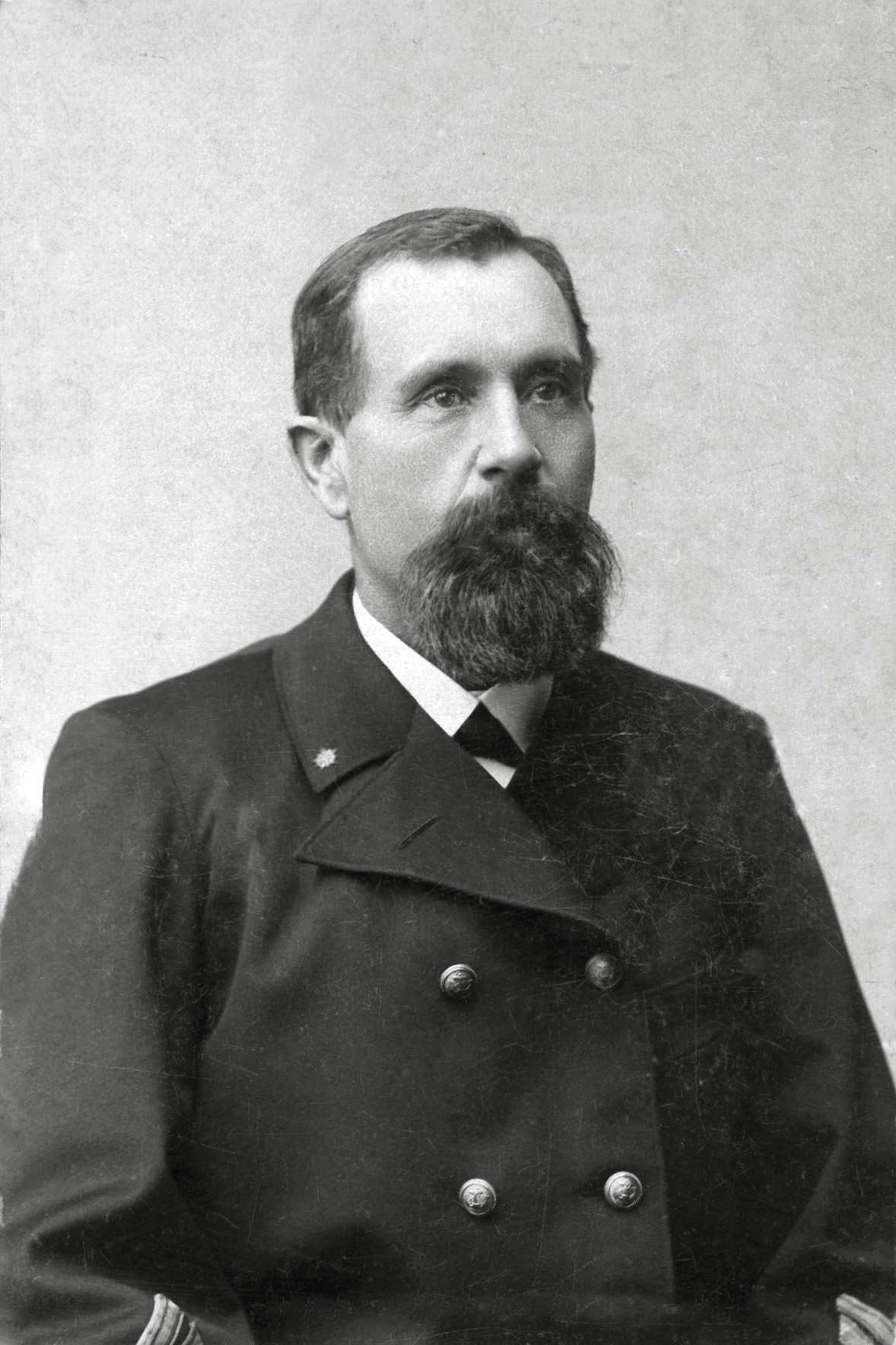
Johan Magnus Lundin, fyrmästare 1889-1919

## Fyrmästare
1796-1836 Nils Bengtsson

1836-1838 Johan Christian Örngren

1838-1840 Carl Gustaf Friberg

1840-1845 Anders Petter Lindblom

1845-1889 Carl Jona Barkman

1889-1919 Johan Magnus Lundin

1919-1938 Erik Lagervall

1938-1943 Arvid Kyhlberg

1944-1961 Sven Edler

1962-1969 Gösta Lindqvist

1969-1977 Ivar Kyhlberg

1979-1983 Alvar Sundberg

1983-1992 Anders Widén

1992-1998 Kurt Andersson

1999-2001 Lennart Bastérus

## Naturen kring fyren
Naturen kring fyren är karg, och domineras av urbergsklippor, mestadels gnejs, och låga buskage. Nedanför fyren ligger Silvergrottan, ett 15 m långt gruvhål, som utgör en rest efter ett misslyckat försök att hitta silver på Kullaberg 1561. Nära fyren ligger också Lahibiagrottan, med rester av tidig bosättning. Spetsen av Kullen är en känd fågellokal. Inte minst är den känd för sitt havsfågelsträck vår och höst. Efter storm kan det dyka upp ovanliga havsfåglar som stormfågel, havssula och labb.

## Bildgalleri

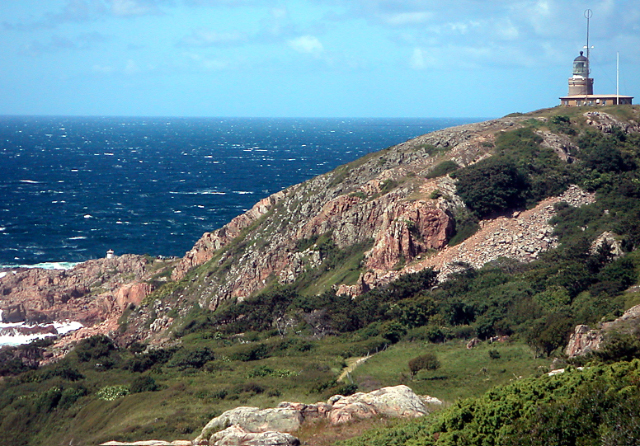
Kullens fyr med Kattegatt i bakgrunden
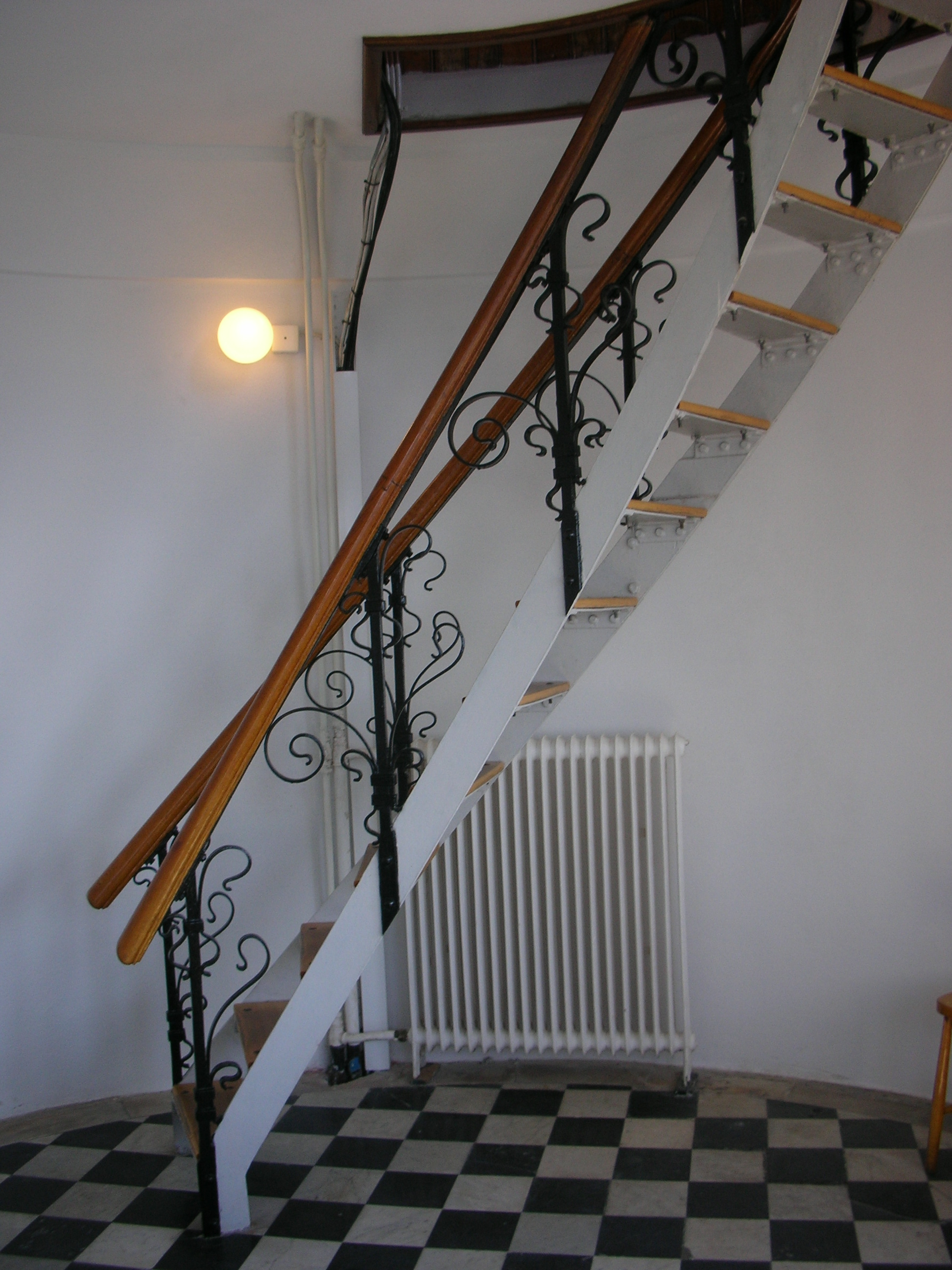
Trappan upp i tornet
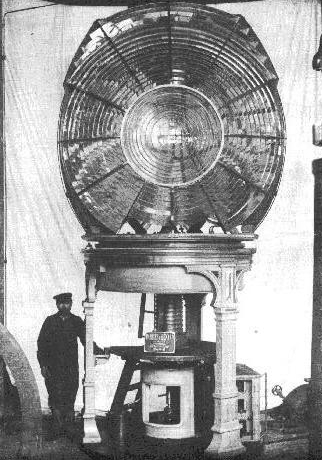
Linsapparaten, Kullens fyr
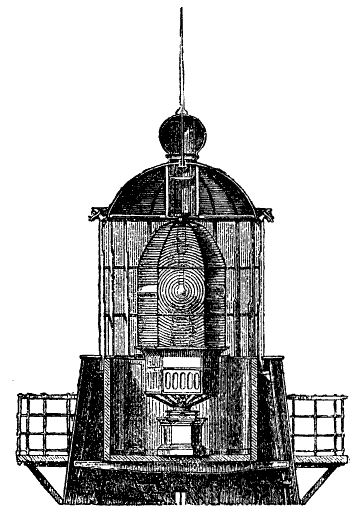
Toppen av fyrhuset, Kullens fyr
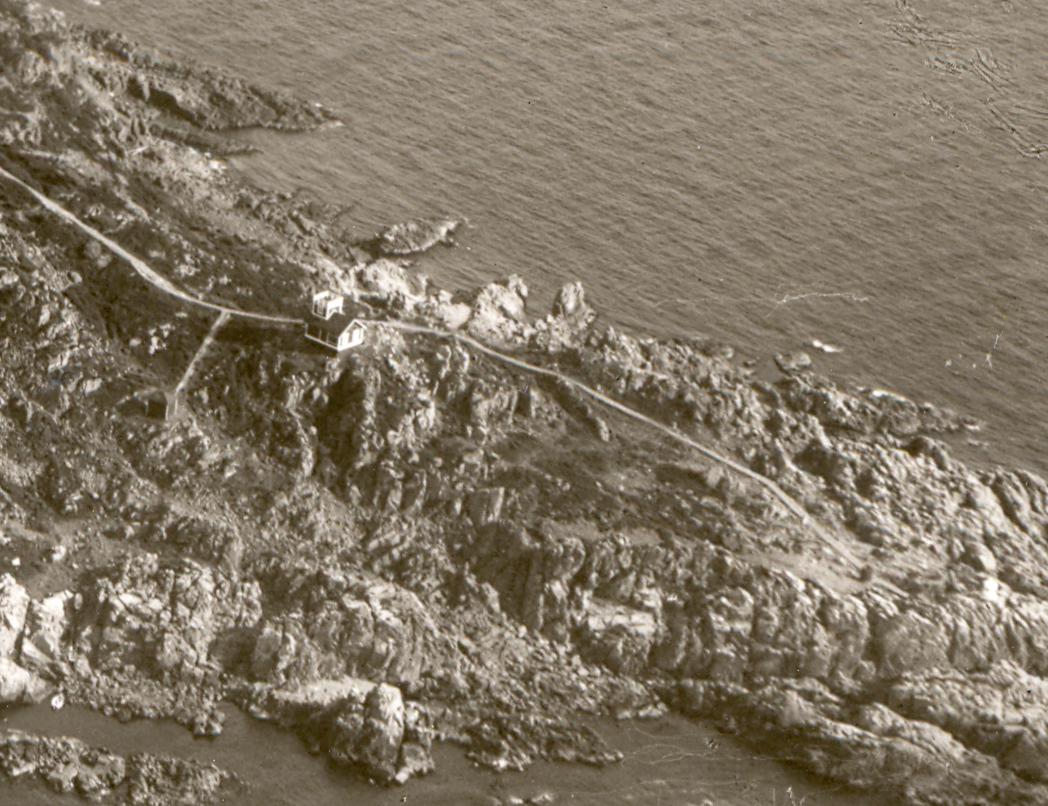
Hus för mistsirenen, 1930-tal
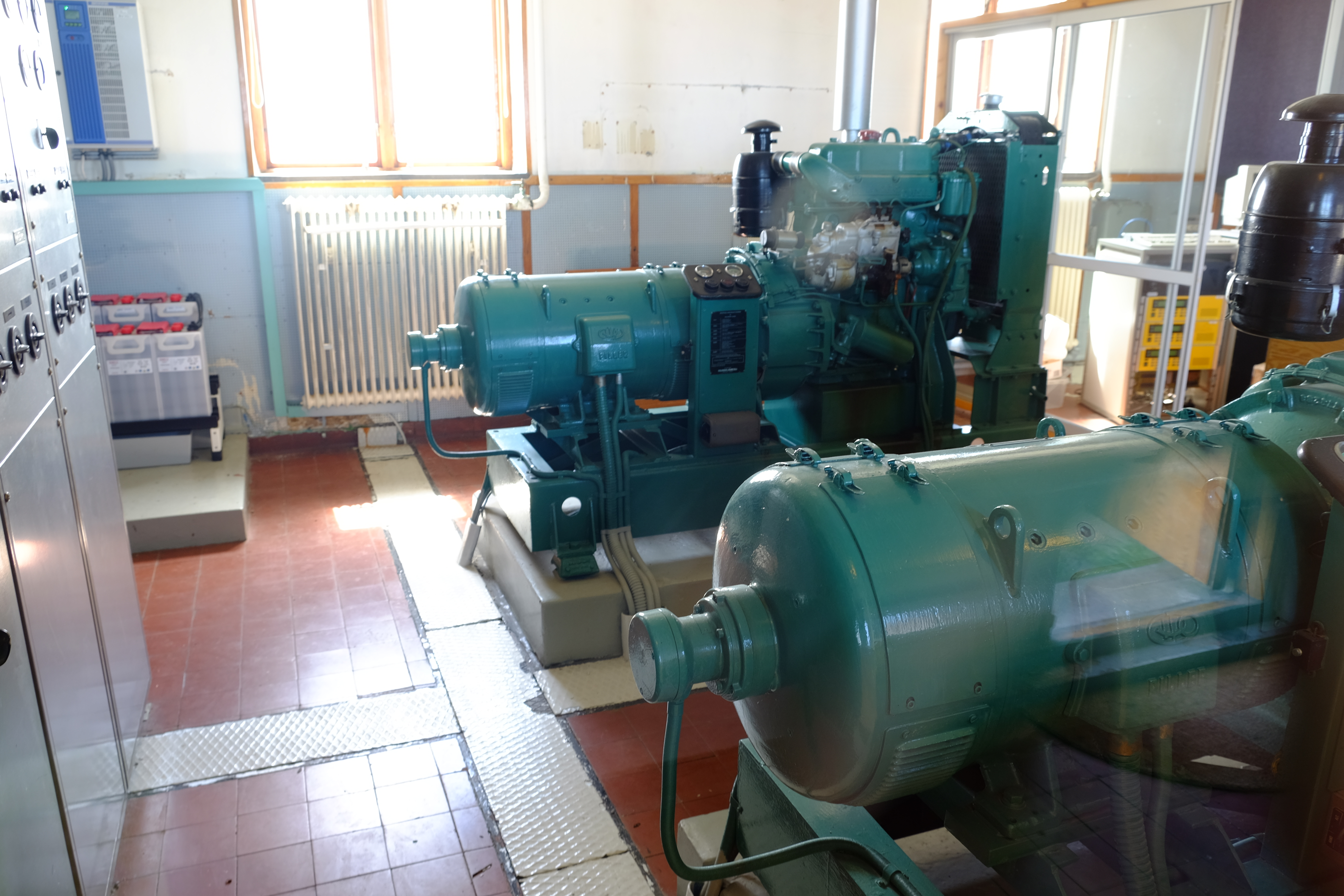
Den sedan 2015 pensionerade dieselreservkraften
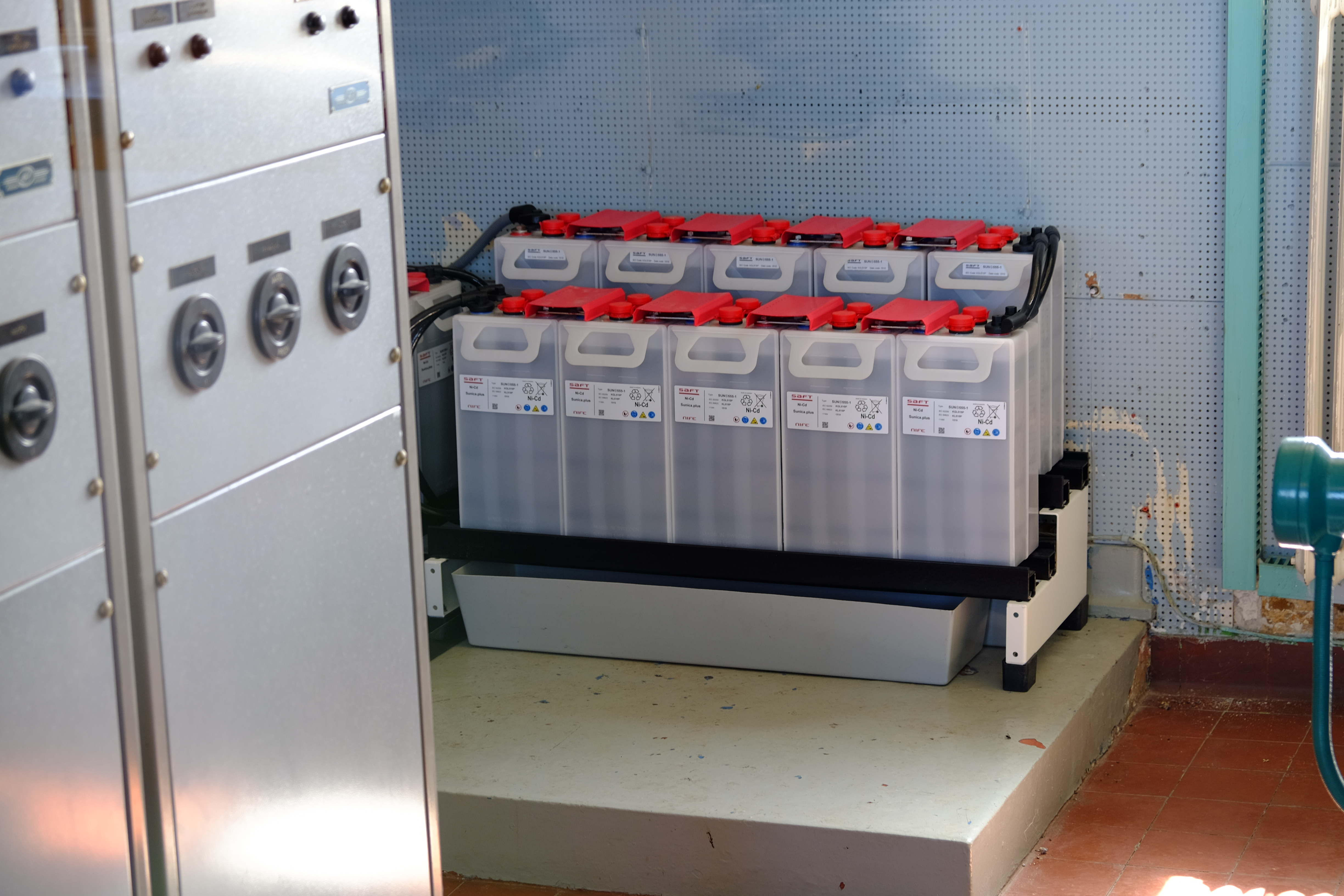
Batterireservkraft för GPS-anläggningen